# V pour Vendetta
Pour les articles homonymes, voir V pour Vendetta (homonymie).
 (avril 2016).
Si vous disposez d'ouvrages ou d'articles de référence ou si vous connaissez des sites web de qualité traitant du thème abordé ici, merci de compléter l'article en donnant les références utiles à sa vérifiabilité et en les liant à la section « Notes et références ».
V pour Vendetta (V for Vendetta) est une série de bande dessinée réalisée de 1982 à 1990. Le scénario est signé Alan Moore et les dessins David Lloyd (ainsi que Tony Weare qui a illustré une partie des chapitres Valérie, Vacances et Vincent). La traduction en français a été assurée par Jacques Collin pour les premières éditions, puis par Alex Nikolavitch pour l'édition de 2009.
L'histoire débute dans les années 1980, où une guerre mondiale éclate ; l'Europe, l'Afrique et les États-Unis d'Amérique sont réduits en cendres par des armes nucléaires. Le Royaume-Uni est épargné par les bombardements mais pas par le chaos et les inondations issues des dérèglements climatiques. Dans cette société anglaise post-apocalyptique, un parti fasciste, Norsefire, prend en main le pouvoir et tente de rétablir le pays après avoir procédé à une épuration ethnique, politique et sociale sans pitié. En 1997, au moment où le parti semble avoir la situation sous contrôle, un anarchiste commence une campagne pour ébranler tous les symboles du pouvoir. Cet anarchiste qui se fait appeler « V » porte un masque représentant le visage de Guy Fawkes, le plus célèbre membre de la conspiration des poudres. Lors de sa première action d'éclat, le dynamitage du palais de Westminster, V sauve Evey, une jeune fille de 16 ans qui risquait d'être violée puis exécutée pour prostitution.
En 2006, l'œuvre est adaptée en film sur un scénario des Wachowski. Succès critique et commercial, il relance les débats sur l'anarchisme et fait du masque de Guy Fawkes un symbole de l'anarchie et plus largement de la rébellion face à l'ordre établi.

## Synopsis
En 1997, l'Angleterre est dirigée par le parti fasciste Norsefire qui a pris le pouvoir quelque temps après la guerre nucléaire qui a ravagé la quasi-totalité du monde. Ce parti est dirigé par le commandeur Adam James Susan qui passe ses journées devant le Destin, super-ordinateur et pilier principal du parti. L'Oreille, l'Œil, la Main, le Nez et la Voix constituent les cinq factions qui gèrent les différents aspects du régime. L'Oreille et l'Œil gèrent les surveillances audio et vidéo des espaces publics et privés, La Main est la dangereuse milice du parti à laquelle tous les droits sont octroyés, Le Nez est la police criminelle et scientifique du gouvernement et la Voix, service de propagande. Le parti contrôle tous les médias, véhiculant une haine des homosexuels, noirs et juifs au travers, par exemple, de la série télévisée Storm Saxon dans laquelle un brave homme blond combat ces minorités. Minorités qui ont été déportées tout comme les gauchistes aux alentours de 1993 dans des camps maintenant abandonnés. Toute culture, hormis celle approuvée par Norsefire est bannie. L'Angleterre est, depuis la guerre nucléaire, en guerre avec l'Écosse qui a décidé de faire sécession.
L'histoire commence la nuit du 5 novembre 1997 dans ce Londres dystopique. Evey Hammond, une jeune orpheline de 16 ans dans le besoin se résout à devenir prostituée ; elle aborde un homme afin de lui offrir ses services. Mais celui-ci se révèle être un agent de La Main, autorisé à faire ce qu'il veut des hors-la-loi, incluant les prostituées. D'autres agents font irruption et lorsque ceux-ci s’apprêtent à agresser la jeune fille, un homme avec une cape, au masque de Guy Fawkes arrive, sauve Evey, blessant  (ou tuant ?) les agents de la Main, et l'emmène sur les toits de la ville. V déclenche alors des explosifs qui détruisent le Parlement de Westminster (décrit comme sans aucun pouvoir). Cette destruction a lieu précisément le jour d'anniversaire de la tentative de Guy Fawkes de détruire le Parlement.
Le sauveur d'Evey la recueille chez lui, au musée des ombres, souterrain construit dans les ruines du métro de Londres où sont conservés de nombreux articles culturels bannis par le parti fasciste. Au même moment, les différents services du parti se coordonnent pour traquer le mystérieux homme masqué. Et l'homme masqué maintenant connu sous le nom de V commence à tuer un à un des membres importants du gouvernement. Il se sert notamment d'Evey, habillée de façon à la rajeunir, pour piéger et tuer l'archevêque de Cantorbéry, pédophile notoire. Un autre de ces hommes importants est Lewis Prothero, qui représente la voix du Destin lors des nombreuses interventions radiodiffusées diffusant les dernières nouvelles du super-ordinateur auprès de la population. Le peuple britannique croit la voix de cet homme comme étant celle de l'ordinateur. Cette voix a une symbolique importante et est une nécessité pour la propagande de Norsefire. Lewis, contrairement aux autres victimes de V, n'est pas tué. Il est capturé et emmené au musée des ombres où V lui fait vivre une simulation de camps de concentration. Il devient fou et il est révélé au lecteur que V est un ancien détenu d'un camp répondant au nom de Larkhill, un des camps de concentration crées par la Norsefire.
Au parti, les enquêteurs du Nez, menées par Eric Finch, découvrent une similitude entre les victimes de V : toutes ont eu un rôle important à Larkhill. Derek Almond, le chef de la Main, se rend au domicile de Delia Surridge, médecin ayant oeuvré à Larkhill, y croise V, venu tuer Delia, et est réduit au silence par ce dernier alors qu'il le menaçait avec son revolver. Sont ensuite dévoilés de nombreux détails grâce au carnet de Delia Surridge. On apprend qu'elle fut envoyée à Larkhill pour travailler à des expérimentations sur sujets humains, composés d'individus appartenant aux minorités déportées. Ces expérimentations eurent raison de la plupart des détenus, à l'exception de cinq d'entre eux, répartis dans cinq chambres numérotées. Lors, celui de la chambre cinq se démarqua par une absence de transformations physiques (les autres détenus subirent tous des mutations, brûlures ou autres dégradations corporelles), son impassibilité face aux tests ainsi qu'une évolution de compétences en tout genre, si bien qu'il fut mis à contribution dans les activités du camp, notamment la botanique. Mais il finit par faire exploser le camp, au moyen de gaz moutarde et de napalm artisanaux qu'il avait développés grâce aux engrais auxquels il avait eu accès, et s'en enfuit. On comprend qu'il s'agit de V, lequel mène dorénavant une "Vendetta" de grande envergure à l'égard de ses anciens tortionnaires, dont il a déjà éliminé la majorité, s'étant réservé Lewis Prothero, l'archevêque Lilliman et delia Surridge "pour la fin".
Evey, qui a été complice d'un meurtre de V, décide d'arrêter de l'aider car l'assassinat lui fait horreur. Il l'abandonne donc en dehors du musée des ombres. Alors que la jeune fille est recueillie par un certain Gordon, V s'introduit dans les locaux de la télévision nationale. Il y fait une allocution imitant une allocution officielle : à but pédagogique et didactique, il se présente comme le Dieu créateur et tient un discours révolutionnaire dans lequel il critique le pouvoir et reproche vertement à la population (quelle que soit l'époque) de rester passive devant l'autorité tyrannique.
Evey a une aventure avec Gordon, l'homme qui l'a recueillie. Mais celui-ci est mêlé à des affaires louches qui impliquent Harper, un bandit qui va bientôt entrer au service de La Main, et l'assassine. Evey tente de tuer le bandit mais échoue et est emprisonnée. Elle subit de nombreux interrogatoires, tortures physiques et psychologiques dans le but de lui soutirer des informations, car ses bourreaux savent qu'elle a vécu avec V. Mais elle ne trahit pas ce dernier et est alors subitement délivrée de sa cellule. Elle déambule dans les couloirs et découvre qu'elle était en réalité la prisonnière de V, lequel clame qu'il a fait cela pour "lui montrer les barreaux" de la cage dont elle est prisonnière depuis sa naissance. Elle finit par lui pardonner ce qu'il lui a fait, le remercie et rejoint son combat.
Durant la nuit du 5 novembre, l'anniversaire de la conspiration des poudres, V fait exploser le siège de l'Oreille et la tour Jordan, donnant suite à sa destruction du parlement un an plus tôt. Le commandeur Susan, obnubilé par le Destin pour qui il nourrit un amour aveugle et platonique, est la source de messes basses de la part des autres dirigeants, lesquels doutent de lui voire veulent prendre sa place. V le tourmente d'ailleurs en affichant des messages sur son super-ordinateur (s'amusant à le rendre infidèle) et prend le contrôle de La Voix pour diffuser un message qui annonce l'absence de surveillance et la liberté totale pour chaque Britannique durant trois jours. Il instaure ainsi le chaos dans Londres. Pour V, c'est la première étape vers l'anarchie. Les pillages et autres mouvements sont sévèrement réprimés par le parti et des protestations commencent à s'élever.
Dans les jours qui suivent, des poèmes subversifs sont envoyés partout dans le pays via la Poste nationale. Norsefire découvre alors que, depuis le début, V a accès au Destin.
Au même moment, Eric Finch, chef du Nez, continue son enquête sur V. Il se rend seul au camp d'internement de Larkhill où il prend du LSD dans l'espoir de penser comme V. Dans ses réflexions inspirées par la drogue, il revit l'évasion de V. Une fois rentré à Londres, il a l'intuition que ce dernier se cache dans les galeries de métro. Effectivement, il s'y trouve, et surprend même Finch, puis se laisse blesser mortellement par le pistolet du policier, et le blesse légèrement avec un couteau. V perd beaucoup de sang mais le nie en disant en substance ne pas être de chair et de sang sous sa cape, être « une idée immortelle ».
V rentre au musée des ombres. Il meurt sous les yeux d'Evey, lui demandant d'achever son travail et respecter ses dernières volontés de "mourir comme un viking". Celle-ci est tentée de lui enlever son masque, s'imagine qu'il est peut-être son père. Elle renonce à le faire.
Pendant ce temps, Susan (peut-être sur la suggestion de Creedy, nouveau chef de la Main) fait un bain de foule ; sans doute pour se réconforter du dépit « amoureux » qu'il a subi de la part du Destin. À ce moment-là, la femme de l'ancien chef de la Main, Rosemary Almond, qui a dû devenir danseuse de cabaret pour subsister et mène depuis la mort de son mari (qui en outre la battait et méprisait durement) une vie misérable assassine Susan, grâce à un pistolet acheté à Harper, dans un contexte qui évoque l'assassinat de John F. Kennedy. Creedy prend alors le pouvoir par intérim, et Finch, hagard, sort du métro en annonçant avoir tué V.
S'ensuivent des luttes sordides entre les dignitaires restants : Harper tue sadiquement Creedy car il travaille en réalité pour Helen Heyer, la femme du chef de l'Œil, Conrad Heyer, belle et brillante intrigante. Cette dernière n'ayant pas hésité à utiliser son propre mari pour obtenir le pouvoir (elle souhaitait en effet le placer à la tête du régime pour diriger dans l'ombre) et le considérant comme un moins que rien, elle le laisse mourir après qu'il se fut battu à mort avec Harper, qu'Helen avait pris soin de mettre dans sa poche en même temps que dans son lit.
Dominique, jeune adjoint de Finch, intègre depuis le début, tente de maintenir l'ordre. Evey se déguise comme V et fait une apparition publique en paraphrasant Mark Twain : « l'annonce de ma mort était exagérée. » Elle incite la foule à prendre en main son destin. Elle détruit à l'explosif le 10 Downing Street avec une rame de métro qui contient le corps de V, lui offrant ses "funérailles de Viking". Elle emmène ensuite Dominique au musées des ombres, après qu'il fût blessé par le désordre qui suivit son apparition.
Finch quitte le chaos de Londres et tombe sur Helen : celle-ci a tenté de fuir en voiture, mais n'a pas réussi et se trouve avec un groupe d'hommes auxquels elle se donne pour subsister. Elle tente de convaincre Finch de reprendre le pouvoir, mais celui-ci la repousse et continue son chemin, imperturbable ; elle l'injurie alors qu'il s'éloigne.

## Thèmes récurrents
Dystopie, antifascisme, antinucléaire, société idéale, anarchisme, critique de la société, autoritarisme, télésurveillance, manipulation des médias, obéissance citoyenne, corruption, destruction des humains et du savoir, terrorisme d'État, racisme, antisémitisme, homophobie.

## Albums

### Aux États-Unis
| 1 (1988)  | Book I, Chapter 1 : The Villain                  |
| 1 (1988)  | Book I, Chapter 2 : The Voice                    |
| 1 (1988)  | Book I, Chapter 3 : Victims                      |
| 1 (1988)  | Book I, Chapter 4 : Vaudeville                   |
| 2 (1988)  | Book I, Chapter 5 : Versions                     |
| 2 (1988)  | Book I, Chapter 6 : The Vision                   |
| 2 (1988)  | Book I, Chapter 7 : Virtue Victorious            |
| 2 (1988)  | Book I, Chapter 8 : The Valley                   |
| 3 (1988)  | Book I, Chapter 9 : Violence                     |
| 3 (1988)  | Book I, Chapter 10 : Venom                       |
| 3 (1988)  | Book I, Chapter 11 : The Vortex                  |
| 4 (1988)  | Book II, Prelude : This Vicious Cabaret          |
| 4 (1988)  | Book II, Chapter 1 : The Vanishing               |
| 4 (1988)  | Book II, Chapter 2 : The Veil                    |
| 4 (1988)  | Book II, Chapter 3 : Video                       |
| 5 (1989)  | Book II, Chapter 4 : A Vocational Viewpoint      |
| 5 (1989)  | Book II, Chapter 5 : The Vacation                |
| 5 (1989)  | Book II, Chapter 6 : Variety                     |
| 5 (1989)  | Book II, Chapter 7 : Visitors                    |
| 6 (1989)  | Book II, Chapter 8 : Vengeance                   |
| 6 (1989)  | Book II, Chapter 9 : Vicissitude                 |
| 6 (1989)  | Book II, Chapter 10 : Vermin                     |
| 6 (1989)  | Book II, Chapter 11 : Valerie                    |
| 7 (1989)  | Book II, Chapter 12 : The Verdict                |
| 7 (1989)  | Book II, Chapter 13 : Values                     |
| 7 (1989)  | Book II, Chapter 14 : Vignettes                  |
| 7 (1989)  | Interlude : Vertigo                              |
| 7 (1989)  | Interlude : Vincent                              |
| 8 (1989)  | Book III, Prelude : The Land Of Do-As-You-Please |
| 8 (1989)  | Book III, Chapter 1 : Vox Populi                 |
| 8 (1989)  | Book III, Chapter 2 : Verwirrung                 |
| 8 (1989)  | Book III, Chapter 3 : Various Valentines         |
| 9 (1989)  | Book III, Chapter 4 : Vestiges                   |
| 9 (1989)  | Book III, Chapter 5 : The Valediction            |
| 9 (1989)  | Book III, Chapter 6 : Vectors                    |
| 9 (1989)  | Book III, Chapter 7 : Vindication                |
| 10 (1989) | Book III, Chapter 8 : Vultures                   |
| 10 (1989) | Book III, Chapter 9 : The Vigil                  |
| 10 (1989) | Book III, Chapter 10 : The Volcano               |
| 10 (1989) | Book III, Chapter 11 : Valhalla                  |

### En France
1. Visages (1989)
2. Vérités (1989)
3. La Valse du vice (1989)
4. Valérie (1989)
5. Voyages (1989)
6. Victoria (1990)

### Éditeurs
- Quality Communications (en) : éditeur britannique de la version originale (inachevée)
- DC Comics : éditeur de la version américaine
- Zenda : tomes 1 à 6 (première édition des tomes 1 à 6)
- DC Comics (collection « Vertigo ») : graphic novel (1995)  (ISBN 0-930289-52-8)
- Delcourt (collection « Contrebande ») : intégrale (1999)  (ISBN 2-84055-263-9)
- Panini Comics (collection « Vertigo Deluxe ») : intégrale, nouvelle traduction par Alex Nikolavitch (2009)  (ISBN 2-8094-0965-X)
- Urban Comics (collection « Vertigo ») : intégrale, reprenant l'ancienne traduction de Jacques Collin (2012)  (ISBN 978-2-36577-046-0)

## Personnages

### Personnages contre le régime fasciste

#### V
Personnage principal de l'histoire, V, au passé mystérieux, grand, de carrure et de voix imposantes, apparaît toujours masqué (il porte un masque représentant Guy Fawkes). On sait qu'il a été utilisé comme cobaye dans le camp d'internement de Larkhill en 1993 et qu'il s'est évadé après une opération destructrice et apparemment patiemment préméditée. Il entreprend ensuite une vengeance, non seulement en assassinant les anciens membres du personnel du camp au moment où il y était détenu, mais aussi en préparant la fin du régime fasciste de l'Angleterre. Il prône le terrorisme. Il pense qu’en faisant un attentat, il fait quelque chose de bien pour libérer le peuple. Il a pris le contrôle total du Destin, est expert au combat contre plusieurs adversaires armés (notamment avec son bras factice). Il pose des bombes en quantité très importante apparemment sans aucun complice et a un repaire secret, grand, confortable. Mélomane et cultivé, énigmatique.
Est-il utile de le préciser ? Sa vie semble tourner autour de la lettre V, qui en latin signifie 5. D'où par exemple : 5 années après Larkhill ; 5 administrations fascistes (Œil, Main, Nez, Voix, Oreille).

#### Evey Hammond
Evey est une jeune fille de seize ans qui vit seule depuis la mort de sa mère et l'enlèvement de son père par les autorités. Au début de la saga, elle tente de se prostituer car les revenus issus de son travail ne sont pas suffisants. Mais son premier client se révèle être un agent de la Main qui, avec ses collègues, compte la violer et l'exécuter, mais elle est sauvée par V qui l'amène chez lui, au Musée des Ombres. Elle apprendra à s'y cultiver et à s'y sentir chez elle.
Elle proposera son aide à V, puis se rendra compte avec horreur qu'elle l'a aidé à tuer un homme. Elle jurera de ne plus tuer personne, même pour lui. Plus tard, Evey commence à se demander si V n'est pas son père, et il l'abandonne dans une rue de Londres après lui avoir dit que son père était mort. Elle erre sans but puis est recueillie par un homme, assez âgé pour être son père, du nom de Gordon. Elle passe plusieurs mois avec lui et elle est ravie quand il lui déclare son amour, mais il est assassiné par Harper peu après. Evey se remémore alors des moments douloureux de sa vie, la mort de sa mère, la disparition de son père, l'abandon de V... et décide de venger Gordon. Alors qu'elle est sur le point de tirer sur Harper avec un revolver, elle est enlevée dans la rue. Elle se réveille dans une cellule et elle est rasée, torturée lors d'interrogatoires pendant une durée indéterminée. Par un trou dans le mur de la cellule, elle reçoit une lettre écrite sur cinq feuilles de papier toilette par Valérie, une femme lesbienne sur le point de mourir, qui lui raconte l'histoire de sa vie et transmet son amour au lecteur de sa lettre, quel qu'il soit. Evey est très émue par cette lettre et finit par avoir le choix entre signer une déclaration déformant tout ce qu'elle a vécu chez V ou être exécutée. Elle répond qu'elle préfère mourir et son geôlier lui annonce qu'elle est libre. Étonnée, Evey sort de sa cellule et se rend compte que tous ses gardes n'étaient en fait que des mannequins diffusant des messages pré-enregistrés. En ouvrant une porte, elle se retrouve dans le Musée des Ombres face à celui qui lui a fait subir toutes ces épreuves : V. D'abord folle de rage, Evey écoute ce qu'il lui dit et vit ce qu'il décrit comme « le moment le plus important de [sa] vie », dans une scène sous une pluie torrentielle où V lui explique avoir vécu le même moment 5 (V en latin) ans auparavant. Evey reste ensuite dans le Musée des Ombres avec V tandis que Londres sombre dans le chaos. Puis V lui révèle des secrets sur son quartier général et elle se rend compte qu'il prépare quelque chose, mais il évite toutes ses questions. Finalement, Evey s'absente et revient auprès de V, mortellement blessé. Il semble avoir planifié tout le dénouement de l'histoire et, avec son langage énigmatique habituel (Evey irritée lui dit en substance qu'elle en a assez que leurs conversations tournent aux mots croisés et qu'elle a compris la référence littéraire), il donne à Evey ses dernières instructions avant de mourir dans ses bras. Evey revêt son déguisement et apparaît devant le peuple de Londres, puis elle se rend dans la station de métro désaffectée de Victoria qui est directement liée au Musée des Ombres. Suivant le plan de V, elle place son cadavre dans une rame de métro au milieu des fleurs (des roses comme les aimait Valérie Page) et des explosifs, puis fait partir la machine. Le train percute un mur de gravats bloquant la ligne, qui se trouve juste en dessous du siège du gouvernement. Evey se rend ensuite auprès de Dominique, l'adjoint de Finch, légèrement blessé et sonné, qu'elle a recueilli dans une émeute. Il revient à lui et, toujours déguisée comme V, elle reprend les termes qu'il lui avait adressés à son arrivée : « Nous sommes dans le Musée des Ombres, chez moi ».

#### Gordon
Gordon est l'homme qui recueille Evey chez lui après que V l'a abandonnée. Ils construisent ensemble une relation amoureuse, mais elle est éphémère : Gordon semble être impliqué dans de sombres histoires. Il fréquente le cabaret du Kitty Kat Keller où l'on voit des bandits qu'il connaît, tel Harper. Un jour, ce dernier arrive chez Gordon et le tue. Evey, anéantie, reste un moment auprès de son cadavre, puis décide de le venger, ce qui l'amène une fois de plus à rencontrer V.

#### Valérie Page
Alors qu'Evey est enfermée dans sa cellule, elle reçoit petit à petit une lettre écrite sur une feuille de papier toilette. Une lettre rédigée par une femme nommée Valérie, qui a été internée parce qu'elle était lesbienne.
Dans sa lettre qui fait office d'autobiographie, Valérie parle de sa première relation amoureuse avec une camarade de classe pendant son adolescence. Elle explique qu'elle est entrée en rupture avec ses parents lorsqu'elle leur a présenté une autre petite amie. Ayant toujours rêvé d'être actrice, elle obtient des rôles de plus en plus importants jusqu'à devenir l'actrice principale du film The Salt Flats (« Les Marais Salants »). C'est sur le tournage de ce film qu'elle rencontre sa compagne Ruth avec qui elle passe trois merveilleuses années. Elle dit que Ruth lui envoyait des roses, ce qui participe à la symbolique de cette fleur dans le comic.
Puis, lorsque les fascistes sont arrivés au pouvoir, les homosexuels ont été pourchassés. Ruth a été arrêtée et torturée jusqu'à ce qu'elle dénonce Valérie, puis elle s'est suicidée, dégoûtée d'avoir trahi sa compagne. Valérie écrit la lettre après avoir été soumise à la torture et à des expériences scientifiques qui lui font penser qu'elle ne va plus vivre longtemps. Son histoire émeut profondément Evey.
Quand Evey se rend compte que V l'a emprisonnée, elle en déduit que c'est lui qui a inventé l'histoire de Valérie. Mais il lui dit que Valérie a vraiment existé et écrit cette lettre. Il l'a reçue lui-même lorsqu'il était interné à Larkhill, dans la chambre voisine de la sienne, et a été bouleversé de la même manière qu'Evey.
V a donc aménagé une pièce dans son quartier général afin de rendre hommage à Valérie. Les murs sont tapissés de photographies d'elle et d'affiches de son film qu'il a dérobées. C'est également à la mémoire de Valérie que V cultive les roses qu'il dépose sur les lieux de ses crimes.

### Le parti fasciste
Les fascistes anglais ont pris le pouvoir à la faveur de la Guerre Nucléaire qui a anéanti les autres grandes puissances de la planète. Le parti n'a pu en revanche empêcher les séparatistes écossais de proclamer leur indépendance, déclenchant une guerre de reconquête dans le nord du pays. Selon la Voix, cette guerre est sur le point d'être gagnée mais aucune preuve ne corrobore ces informations. Le pays est toujours une monarchie, avec une reine à sa tête mais dont les prérogatives semblent limitées à des apparitions publiques et caritatives. Le Parlement siège toujours mais est dénué de tout pouvoir. La population vit chichement, le commandeur semble fier que « la guerre ait mis fin aux luxes. »
La prise du pouvoir a été facilitée par la grande passivité de la population, qui recherchait avant tout de la sécurité et qui pour cela n'a pas hésité à troquer sa liberté et sa dignité, ne résistant pas quand l'épuration a vidé la population des « indésirables ». V n'en est pas dupe et n'hésite pas à rappeler au peuple sa propre responsabilité dans ses malheurs.
Le Parti est organisé en cinq factions, chacune responsable d'un aspect du gouvernement et du contrôle. Ces factions sont nommées chacune avec un des organes des sens humains.
L'Oreille est ainsi chargée du contrôle audio de l'espace privé et public. Aucun membre du parti n'ignore que sa résidence est surveillée, aussi les affaires devant rester discrètes sont traitées dans la rue ou dans les cabarets publics.
L'Œil regroupe les services d'espionnage vidéo de la population. Un maillage de caméras et de micros surveillent les grandes artères publiques, des véhicules itinérants complétant le dispositif. Même la chambre à coucher du chef de l'Œil est surveillée.
La Main est le service d'actions. Ses membres ont pour mission de retrouver et de neutraliser les opposants repérés. Ils disposent d'une impunité totale et ont le droit de tuer dans le cadre de leur service. Les fascistes de cœur doivent cependant aussi tolérer la présence au sein de leurs rangs de criminels connus, utilisés pour leurs compétences meurtrières et grassement rémunérés pour cela.
Le Nez est le service de police criminelle et d'analyse scientifique du régime. Ce service travaille en coordination avec la Main et l'Œil. Il semble très efficace car V fait attention à ne laisser que le moins de traces possibles, en usant des éléments les plus courants pour ses attentats.
La Voix est chargée de la Communication et de la Propagande. Toutes les radios et télévisions du pays sont détenues par le Parti. Les informations sont soigneusement sélectionnées et les programmes diffusés font le panégyrique du fascisme, y compris dans ses séries de fiction. V admettra après avoir détruit la Voix que Storm Saxon (une série aux Héros blonds et aux Vilains noirs, juifs et homosexuels) lui procurait pourtant quelques satisfactions intellectuelles, ce qui semble indiquer que certaines productions du régime possédaient des qualités artistiques.
Tous ces services sont aux ordres du Destin, un ordinateur puissant contrôlé et programmé par le Parti afin d'exploiter le pays et d'asseoir scientifiquement son emprise sur la population.
Le Destin s'adresse chaque soir à la population par la radio. Toutefois, c'est un présentateur qui rapporte les propos de la machine bien que le grand public s'imagine que la voix entendue vient directement de l'ordinateur. Briser cette croyance sera la première action de V.

#### Adam James Susan
Le Commandeur Adam Susan est le chef du régime fasciste de l'Angleterre. Il dirige le pays d'une main de fer et passe la plupart de son temps assis devant le super-ordinateur qui sert de base au régime : le Destin. Susan semble souffrir d'un mal d'affection, et la seule personne qu'il aime et dont il est même profondément amoureux est le Destin lui-même. Il est fortement insinué que malgré l'homophobie du régime, Susan soit lui-même homosexuel.
Un jour, le Commandeur crie, puis congédie les gardes qui viennent voir ce qui se passe en rétorquant qu'il a « toussé ». Il a en réalité vu pendant une fraction de seconde la phrase « Je t'aime » sur les écrans du Destin. Il nourrit alors l'espoir fou que son amour pour la machine est réciproque. Il s'avérera en fait que V a accès au Destin depuis le Musée des Ombres. V présente ce fait en personnifiant la Justice et en disant qu'il l'aimait, mais qu'elle l'a trompé pour le tyrannique Commandeur et qu'en retour, il a également volé l'amour de Susan : le Destin. Dominique, l'assistant de Finch, retrouvera le Commandeur effondré devant le Destin qui montre le symbole de V. Déprimé, trahi par le Destin, Susan décide d'éprouver de l'affection pour son peuple et fait une apparition publique. Rosemary Almond arrive jusqu'à sa voiture et il lui tend la main, désireux de la serrer. Mais Rose sort un revolver et tire sur le Commandeur, qui succombe à ses blessures, faisant passer la fin du régime à la vitesse supérieure.

#### Eric Finch
Eric Finch dirige le Nez. Le commandeur lui déclare un jour en entretien privé qu'il sait que Finch n'est pas fasciste, mais qu'il le garde car il est très compétent. En tant que chef du Nez, il est chargé de diverses enquêtes sur le terrain, et en particulier du suivi des meurtres de V. Lors d'un compte-rendu, il déclare au commandeur qu'il s'agit d'une vendetta dirigée contre les tortionnaires de Larkhill. Il prend le terroriste beaucoup plus au sérieux que ses collègues et se rend compte assez tôt qu'il va lui falloir penser comme lui pour progresser dans l'enquête.
Finch sera particulièrement affecté par la mort de Delia Surridge dont il a été l'amant. Il frappera Creedy après que celui-ci y a fait allusion et sera envoyé en vacances à Norfolk par le Commandeur. Par la suite, il intriguera ses collègues, notamment son jeune assistant prometteur et intègre, Dominique, car il semblera avoir commandé des produits illicites. Finch se rendra seul sur les vestiges du camp d'internement de Larkhill et prendra du LSD avec pour objectif de penser comme V afin de le comprendre. Après plusieurs hallucinations, il sera effectivement dans le même état d'esprit que V, à tel point que son plan se retournera contre lui et qu'il abandonnera l'enquête pour ne suivre que ses propres règles. En effet, il sent qu'il a trahi sa femme, son fils et les gens qu'il aimait en rejoignant le parti fasciste. Malgré ce changement d'état d'esprit, Finch se rendra à la station Victoria où il trouvera V et lui tirera dessus avec un revolver. Il reviendra ensuite auprès des membres du parti en annonçant qu'il a tué V. Il est également certain que V aurait pu se défendre, mais ne l'a pas fait. À noter que Finch est le dernier personnage que l'on voit. Il quitte Londres après avoir abandonné Hélène Heyer qui voulait reprendre le pouvoir avec lui.

#### Derek Almond
Derek Almond dirige la Main, les forces d'opération du régime fasciste de Susan. Au début de l'histoire, V parvient à tuer plusieurs de ses hommes supposés invincibles. C'est le début d'une sombre période pour Almond, qui est surmené et agressif envers sa femme, Rose. Il la gifle alors qu'elle veut discuter de leur relation. Puis il fait mine de lui tirer dessus dans son lit, mais son arme est déchargée. Il est alors appelé pour une mission dont il ne revient jamais : Finch vient de comprendre certains projets de V et sait qu'il va assassiner Delia Surridge, il envoie donc la Main chez elle. Lorsque Derek arrive, V sort de la chambre de Delia. Derek tente de tuer V, mais son pistolet est toujours déchargé et V l'assassine.

#### Peter Creedy
Peter Creedy est le successeur de Derek Almond à la tête de la Main. Sa carrière commence avec un incident qui l'oppose à Finch : ce dernier, excédé par sa recherche de V, ne peut supporter la manière dont Creedy sous-estime leur ennemi et le gifle. Par la suite, il deviendra clair que Creedy cherche à destituer le Commandeur Susan afin de prendre sa place. Il aura ainsi l'idée d'engager Harper pour mettre de son côté des bandits de la ville. Creedy réussira à prendre le pouvoir pendant un très court moment après l'assassinat du Commandeur. Mais Hélène Heyer complotera de son côté et obtiendra les services de Harper, qui se retournera contre Creedy et le tuera cruellement avec ses hommes, alors qu'un message de Creedy lui-même retentit dans toute la ville pour annoncer la fausse mort de V et inciter au calme.

#### Conrad Heyer
Conrad Heyer, jeune et bel homme ambitieux, dirige l'Œil, le service de surveillance de la population par caméras. Il est constamment rabaissé par sa femme Hélène qui prétend diriger beaucoup de choses à sa place (et se débrouille apparemment très bien). En dépit de son attitude hautaine, Heyer semble adorer sa femme et chercher à tout prix à ce qu'elle le prenne au sérieux.
Lorsque V attaque l'Œil, les caméras cessent de fonctionner. On apprendra plus tard qu'elles fonctionnent toujours, mais que seul V y a accès. C'est ainsi que le terroriste s'empare d'une vidéo compromettante prouvant la liaison entre Hélène Heyer et le bandit Harper. Alors qu'Hélène est à deux doigts de placer son mari au pouvoir, cette vidéo lui parvient et il assassine Harper. Ce dernier le blesse mortellement et lorsque Hélène revient, elle refuse de l'aider, l'insulte et le laisse se vider de son sang.

#### Brian Etheridge
Il est dirigeant de l'Oreille, le service des écoutes du régime. C'est le plus discret des cadres du parti dans l'intrigue, on le voit présenter à Finch l'enregistrement de l'assassinat de l'archevêque Lilliman par V. Sa dernière apparition a lieu le 5 novembre 1998, lorsque Dominique l'interroge sur l'absence suspecte de Finch. Alors que Dominique vient de quitter le quartier général de l'Oreille, celui-ci est attaqué par V et Etheridge est tué dans l'explosion.

#### Hélène Heyer
Épouse de Conrad Heyer, elle prend un malin plaisir à rabaisser son mari en public. C'est une jeune femme belle, ambitieuse, brillante, sarcastique voire hautaine dont le but semble être de placer son époux en position de pouvoir afin de profiter de cette position avantageuse, elle ne montre aucun sentiment amoureux pour Conrad et repousse ses tentatives d'affection. Il faut dire que dans leur chambre à coucher, comme pour tout responsable du parti, une caméra et un microphone espionne les moindres faits et gestes; elle déclare donc à son mari ne plus accepter qu'il la touche. Lorsque le Commandeur perd le contrôle de la situation, elle compte saisir l'occasion pour que Conrad lui succède, mais elle sait que Creedy complote de son côté. Elle parvient à entrer en contact avec Harper, qui est associé à Creedy, et elle le prend de son côté en lui offrant une meilleure paie. Harper devient d'ailleurs son amant.
Après la mort du Commandeur, tout semble fonctionner selon le plan de Hélène Heyer. De très bonne humeur, elle sous-entend qu'elle serait prête à coucher avec Conrad le soir même. Mais son mari découvre alors son aventure avec Harper et tue ce dernier. Hélène arrive chez elle, trouve le cadavre de Harper et Conrad mortellement blessé. Elle entre dans une rage folle, refuse de l'aider, l'insulte en lui montrant la caméra de leur chambre conjugale, symbole des fonctions de Conrad, et le laisse succomber à ses blessures.
On revoit Hélène Heyer à la fin de l'histoire. Elle a tenté de fuir Londres en voiture, mais la foule a renversé son véhicule et l'a volée, la contraignant à se réfugier avec des clochards pour être protégée. Elle est obligée de leur vendre son corps pour obtenir de la nourriture. L'arrivée de Finch ranime en elle une lueur d'espoir : elle veut former une armée avec lui pour reprendre le pouvoir, mais il la repousse sans un mot et elle retombe entre les bras des clochards en hurlant des insultes à l'adresse de Finch.

#### Rosemary Almond
Elle est la femme de Derek Almond. Très discrète, elle doit subir la mauvaise humeur et l'agressivité de son mari qui va jusqu'à la gifler lorsqu'elle veut parler de leur relation avec lui. Après la mort de Derek, Rosemary se sent profondément seule. Le parti ne lui accorde même pas de pension veuvage. Roger Dascombe lui fait rapidement des avances. Après quelques hésitations, elle a avec lui une brève aventure, car V assassine également Dascombe. Rosemary entre dans le groupe de danseuses des Martinettes au Kitty Kat Keller. Elle se procure ensuite une arme à feu qu'elle place sous son oreiller pour se sentir en sécurité.
Le matin du jour où le Commandeur doit apparaître en public pour rassurer la population, Rosemary Almond prend son arme avec elle. Elle rejoint la foule qui acclame Susan et passe le cordon de sécurité. Creedy et les autres dignitaires pensent que laisser passer la femme d'un membre du parti fera bonne impression, ils la laissent donc s'approcher de la voiture. Susan veut lui serrer la main, mais Rosemary Almond, qui le rend responsable de ses malheurs et de ceux du peuple, l'assassine. Elle est rapidement maîtrisée par les forces de l'ordre.
Rosemary Almond apparaît ensuite sur une seule image où elle est méconnaissable. Elle est soumise à la torture par la Main, qui cherche à savoir si elle travaille pour V. On peut supposer qu'elle est morte à la fin de l'histoire.

#### Dominique
Dominique est l'assistant d'Eric Finch au Nez. Il l'aide lors de ses enquêtes et l'accompagne alors qu'il traque V. Au bout d'un moment, Finch prend de la distance. Dominique remarque son étrange absence et tente sans succès de le contacter. Puis Finch réapparaît après avoir consommé du LSD, et annonce que V est mort. Un peu plus tard, Dominique et lui observent les barricades dans la rue depuis leur bureau, et Finch décide de quitter le parti.
Dans les rues de Londres, la tension règne. Il est presque minuit, et c'est à ce moment que l'on saura si V est mort ou non. Les forces de l'ordre attendent face au peuple révolté. À ce moment, Dominique apprend avec stupeur qu'il est le plus haut gradé présent sur les lieux. Puis V apparaît et l'affrontement commence. Dominique est blessé au visage et il est entraîné. Il a une brève vision du visage de son ravisseur avant de s'évanouir : il voit le masque de V.
Dominique se réveille ensuite dans le Musée des Ombres, en compagnie d'Evey qui est déguisée en V. L'histoire de V et d'Evey semble recommencer entre ces deux personnages.

#### Roger Dascombe
Roger Dascombe travaille à la radio. Il s'occupe de l'émission « la voix du Destin », présentée par Lewis Prothero. Lorsque Prothero disparaît, Dascombe se retrouve dans une situation délicate : la population est convaincue que la voix de Prothero est vraiment celle du Destin, elle remarquera quelque chose si cette voix change. Finalement, Prothero est retrouvé, mais il a perdu la raison et il est incapable de poursuivre les enregistrements.
Après la mort de Derek Almond, Dascombe fait des avances à sa femme Rosemary. Elle finira par accepter une relation avec lui, mais peu après, Dascombe sera tué par les forces de l'ordre qui le prendront pour V : ce dernier a en effet attaqué la tour radio et a habillé Dascombe avec ses propres vêtements pour que ses ennemis tirent sur la mauvaise cible.

#### Le Destin
Le Destin est l'ordinateur et l'organe central du parti fasciste. Bien qu'il ne soit qu'une machine, il est personnifié dans l'histoire. Le Commandeur Susan passe ses journées devant le Destin dont il est amoureux, impressionné par son aspect froid et dur. V le sait, et il présente la situation comme une tragédie amoureuse : V aimait la Justice, mais cette Justice lui a été volée par Susan, un tyran assoiffé de sang. V contre-attaque donc en prenant sa « belle » à Susan : il existe une pièce du Musée des Ombres où se trouve une réplique du Destin. V a donc accès aux informations confidentielles du parti. Il tourmente Susan en projetant la phrase « Je t'aime » sur les écrans du Destin, puis plus tard, il fait apparaître sa propre marque. Susan comprend que V possède son ordinateur et se sent trahi amoureusement.

### Autres protagonistes

#### Lewis Prothero
La voix de cet homme est célèbre dans toute l'Angleterre : Prothero est en effet la « voix du Destin », le bulletin d'informations qui est censé être présenté par l'ordinateur du parti lui-même. Mais avant d'être présentateur radio, Prothero a été le directeur du camp d'internement de Larkhill pendant la période où V y était interné. À cette époque déjà, Prothero était un homme grossier, sadique et caractériel.
Après son évasion de Larkhill, V avait entrepris d'exécuter tous ceux qui avaient administré ce camp. Il avait donné à Prothero une place particulière, car il fait de lui l'avant-avant-dernière victime de sa vengeance. V capture Prothero dans un train. Le présentateur se réveille dans un lieu sombre, vêtu d'un costume de détenu de Larkhill. Il se trouve dans une reconstitution du camp, que V a aménagée dans le Musée des Ombres. V a également dérobé la collection de poupées de Prothero (passion dont il ne cesse de parler notamment à ses gardes du corps, qui doivent l'écouter sans broncher vu qu'il est indispensable au régime). Il lui fait remarquer qu'il accorde plus de compassion à ses poupées qu'aux détenus qu'il a massacrés alors qu'il dirigeait le camp. V achève de tourmenter Prothero en mettant ses poupées dans un four crématoire.
Les membres du parti retrouvent plus tard Prothero grimé en poupée. Il a perdu l'esprit et répète « Ma...man... » à l'image de ses figurines. Il ne réagit qu'à la mention du chiffre cinq, qui lui évoque V.

#### Anthony Lilliman
Cet archevêque était lui aussi présent à Larkhill lorsque V y était détenu. Ses penchants pédophiles semblent être connus de certains membres du parti, et V décide de les exploiter pour lui tendre un piège. Après l'un de ses sermons, l'évêque vient à la rencontre de la petite fille qu'on a fait venir pour lui. Il apprend qu'elle sera plus âgée que celles dont il a l'habitude : il s'agit en fait d'Evey, qui prétend avoir quinze ans et que sa tenue rajeunit en dévoilant un corps particulièrement attirant (pour un pédophile) d'écolière adolescente. Alors qu'il lui demande de se déshabiller et s'approche d'elle, elle le frappe et s'enfuit. L'évêque l'insulte et la poursuit, mais il se retrouve nez-à-nez avec V. Celui-ci, sachant apparemment qu'ils sont enregistrés, étouffe leur conversation sous une musique de Beethoven. La cinquième symphonie. L'entrevue est interrompue par Denis, le majordome de Lilliman, mais V l'assassine et remet la musique en route. V se présente comme le Diable et assassine l'évêque d'une manière humiliante, en lui faisant avaler une hostie empoisonnée.

#### Delia Surridge
Elle est la dernière victime de V lorsqu'il se venge de ceux qui l'ont fait souffrir à Larkhill. Contrairement aux autres dirigeants du camp, qui ont fui ce passé sombre pour survivre, elle a amèrement regretté ce qu'elle avait fait et a attendu que V vienne la tuer. Lorsqu'elle devine sa présence dans sa chambre, elle éclate en sanglots reconnaissants et prononce un discours sur la folie des hommes. D'ailleurs, V lui a réservé un traitement moins cruel qu'aux autres : il lui a inoculé un poison indolore avant qu'elle ne se réveille.
Delia Surridge avait rédigé un journal que V a mis à disposition des autorités, non sans en avoir enlevé certaines pages qui contenaient sans doute des informations sur son identité. Dans ce journal, Delia relate son expérience à Larkhill en 1993.
Elle y a été engagée en tant que médecin. Elle voulait mener des expériences qui ne pouvaient s'effectuer que sur des sujets humains, Prothero lui a donc mis un « lot » de prisonniers à disposition. Les sujets sont morts les uns après les autres. Lorsqu'il n'en resta plus que cinq, le docteur les plaça dans un bâtiment spécial où chacun d'eux avait sa propre chambre. Delia Surridge étudia alors particulièrement l'homme de la chambre cinq. L'injection de B5 n'avait en rien modifié son physique mais l'avait, d'après elle, rendu fou. Elle relate la manière dont il parvint à gagner la confiance des administrateurs du camp, qui lui confièrent des responsabilités en matière de jardinage, domaine où il se révéla très doué. L'homme commença alors à conserver dans sa cellule de l'ammoniac, dont il se servait pour tracer d'étranges motifs au sol. Il restait assis au milieu de ces dessins malgré l'odeur de l'engrais. Il se procura aussi des solvants gras.
Un jour, une explosion retentit dans le camp : l'homme de la chambre cinq s'était servi des engrais et solvants gras pour fabriquer du napalm et du gaz moutarde. Alors qu'elle fuyait, le docteur Surridge s'est retrouvée face à lui, nu, dos aux flammes. Il l'a regardé comme si elle était « un insecte épinglé sur du liège ». À la suite de la catastrophe provoquée par cet homme, le camp de Larkhill a été fermé.

#### Harper
Harper est un bandit de Londres, originaire d'Écosse. Il a l'allure et le discours d'un voyou de rues. Il semble être impliqué dans des trafics et des haines de gangsters. Il a un différend avec Gordon et le tue pour cette raison. Evey tente de le tuer alors qu'il se rend au cabaret du Kitty Kat Keller où elle l'a rencontré, mais elle est enlevée et ne peut se venger. Harper vend illégalement par ailleurs à Rosemary une arme à feu.
Par la suite, Harper est repéré par Creedy qui l'engage afin qu'il aide la Main à capturer des gangsters. Harper dirige plusieurs hommes. Mais il change de camp : il rencontre Hélène Heyer qui lui propose une meilleure paie que Creedy. Peu après, Harper tue Creedy en le faisant souffrir, avec une lame de rasoir, refusant de « gâcher une balle » pour lui. Il devient l'amant de Hélène Heyer, qu'il fréquente pendant que son mari Conrad travaille. Un jour, il arrive chez Hélène et tombe dans une embuscade de Conrad qui était au courant de leur liaison et le bat à mort.

## Adaptation
V pour Vendetta est un film sorti en 2006, réalisé par James McTeigue d'après un scénario des Wachowski.

## Récompenses
- 1990 :  Alph-Art du meilleur album étranger au festival d'Angoulême[4]
- 2006 :  Prix Urhunden du meilleur album étranger

## Influence
- Le masque que porte « V » a été adopté par les membres de la communauté informatique Anonymous qui en ont fait un de leurs principaux symboles[1],[5].